# Límni
Límni (grec moderne : Λίμνη) est un village du dème de Mantoúdi-Límni-Agía Ánna, situé au nord de l'île d'Eubée, en Grèce.
Selon le recensement de 2011, la population du village s'élève à 1 642 habitants.